# Beta de l'Orada
Beta de l'Orada (β Doradus) és el segon estel més brillant de la constel·lació de l'Orada després d'α Doradus. És una variable cefeida la lluentor de la qual varia entre magnitud +3,46 i +4,08 en un període de 9,8426 dies. Aquesta variació és perceptible a ull nu, igual que ocorre en altres cefeides com Eta de l'Àguila, Mekbuda (ζ Geminorum), W de Sagitari o X de Sagitari.
Com totes les altres cefeides, Beta de l'Orada és un supergegant groc el tipus espectral del qual canvia de F6 a G5 amb el subsegüent canvi en temperatura, i la seva temperatura efectiva mitjana és d'uns 6000 K. De gran grandària, el seu radi és entre 50 i 65 vegades més gran que el radi solar i gira sobre si mateixa amb una velocitat de rotació projectada —límit inferior de la mateixa— de 6 km/s. Brilla amb una lluminositat aproximada 3000 vegades major que la lluminositat solar i posseeix una massa 6,5 vegades major que la del Sol. Els estels tan massius tenen una vida curta; l'edat de Beta Doradus s'estima en només 60 milions d'anys i ja es troba en una fase avançada de la seva evolució estel·lar.
Beta de l'Orada presenta un contingut metàl·lic comparable al solar, i el seu índex de metal·licitat és [Fe/H] = -0,01. Quant a altres elements avaluats, carboni i magnesi són la meitat d'abundants que en el Sol, mentre que el gadolini (Z = 64) és un 60 % més abundant.
La mesura de la seva paral·laxi amb el Telescopi Espacial Hubble (3,14 ± 0,16 mil·lisegons d'arc) adjudica a Beta de l'Orada una distància de 1040 anys llum respecte al sistema solar.